# Chambly (ancienne circonscription fédérale)
Pour les articles homonymes, voir Chambly.
 (mars 2017).
Si vous disposez d'ouvrages ou d'articles de référence ou si vous connaissez des sites web de qualité traitant du thème abordé ici, merci de compléter l'article en donnant les références utiles à sa vérifiabilité et en les liant à la section « Notes et références ».
 (mars 2017).
Chambly, également connue sous le nom de Chambly—Verchères, est une ancienne circonscription électorale fédérale située dans l'actuelle région de la Montérégie au Québec, représentée de 1867 à 1935 et de 1968 à 2004.
L'Acte de l'Amérique du Nord britannique de 1867 crée le district électoral de Chambly. Le nom de la circonscription est modifié pour Chambly—Verchères en 1893. Elle fusionne aux circonscriptions de Chambly—Rouville et Richelieu—Verchères en 1933.
La circonscription réapparait en 1966 à partir des circonscriptions de Chambly—Rouville, Châteauguay—Huntingdon—Laprairie et de Richelieu—Verchères. La circonscription est abolie et remplacée par Chambly—Borduas

## Géographie
En 1892, la circonscription comprend :
- la ville de Longueuil ;
- les villages de Verchères, Boucherville, Chambly-Bassin, Canton de Chambly et Varennes ;
- la municipalité de Saint-Lambert ;
- les paroisses de Boucherville, Chambly, Longueuil, Saint-Basile-le-Grand, Saint-Bruno, Saint-Hubert, Varennes, Sainte-Julie, Verchères, Contrecœur, Sainte-Théodosie, Saint-Antoine, Saint-Marc et Belœil.

En 1966, la circonscription comprend :
- la cité de Chambly ;
- les villes de Beloeil, Boucherville, Saint-Bruno-de-Montarville et de Saint-Hubert ;
- les comtés de Chambly et de Verchères ;
- la paroisse de Saint-Roch-de-Richelieu dans le comté de Richelieu ;
- la municipalité de Notre-Dame dans le comté de Laprairie ;
- la municipalité de Richelieu, de Notre-Dame-de-Bon-Secours et de Saint-Mathias dans le comté de Rouville.

En 1976, la circonscription comprend :
- les cités de Chambly et de Saint-Hubert ;
- les villes de Carignan, Marieville, Richelieu et Saint-Bruno-de-Montarville ;
- les municipalités de paroisse de Notre-Dame-de-Bon-Secours, Saint-Marie-de-Monnoir et de Saint-Mathias.

En 1987, la circonscription comprend :
- les villes de Beloeil, Carignan, Chambly, Mont-Saint-Hilaire, Otterburn Park, Richelieu, Saint-Basile-le-Grand et Saint-Bruno-de-Montarville ;
- la municipalité de village de McMasterville ;
- les municipalités de paroisse de Notre-Dame-de-Bon-Secours et de Saint-Mathias.

En 1996, la circonscription comprend :
- les cités de Beloeil, Carignan, Chambly, Marieville, Mont-Saint-Hilaire, Otterburn Park, Richelieu et de Saint-Basile-le-Grand ;
- la MRC de Rouville, sauf Saint-Césaire, soit les municipalités de L'Ange-Gardien, Rougemont et les paroisses de Saint-Ange-Gardien, Saint-Césaire, Saint-Michel-de-Rougemont, Saint-Paul-d'Abbotsford et Sainte-Angèle-de-Monnoir ;
- les municipalités de Mcmasterville et de Saint-Mathieu-de-Belœil dans la MRC de La Vallée-du-Richelieu.

## Députés
1867-1935
1. 1867-1874 — Pierre-Basile Benoit, Cons.
2. 1874-1876 — Amable Jodoin, PLC
3. 1876¹-1886 — Pierre-Basile Benoit, Cons.
4. 1886¹-1896 — Raymond Préfontaine, PLC
5. 1896-1899 — Christophe-Alphonse Geoffrion, PLC
6. 1900-1911 — Victor Geoffrion, PLC
7. 1911-1917 — Joseph-Hormisdas Rainville, Cons.
8. 1917-1925 — Joseph Archambault, PLC
9. 1925-1930 — Aimé Langlois, PLC
10. 1930-1935 — Alfred Duranleau, Cons.

1968-2004
1. 1968-1970 — Bernard Pilon, PLC
2. 1971¹-1974 — Yvon L'Heureux, PLC
3. 1974-1979 — Bernard Loiselle, PLC
4. 1979-1984 — Raymond Dupont, PLC
5. 1984-1989 — Richard Grisé, PC
6. 1990¹-1993 — Phil Edmonston, NPD
7. 1993-2004 — Ghislain Lebel, BQ

- ¹   = Élections partielles
- BQ  = Bloc québécois
- NPD = Nouveau Parti démocratique
- PC  = Parti progressiste-conservateur
- PLC = Parti libéral du Canada

## Résultats électoraux

### Tendances

#### Répartition des voix obtenu par les principaux partis
| |
| - Parti libéral - NPD - Bloc québécois - Parti vert - Progressiste-conservateur (ancien) - Alliance canadienne (ancien) - Créditiste (ancien) |